# وادي الغاط
وادي الغاط من أودية نجد المشهورة. يقع الوادي في مدينة الغاط بمنطقة الرياض، وهو وادٍ صغير ينحدر من جبال طويق، وتنمو فيه الأشجار الشوكية والسدر والسلم، وبُني له سد لحفظ المياه يسمى سد الغاط، وتعمل وزارة البيئة والمياه والزراعة السعودية على تحويل الجزء الواقع بين أعلى الوادي وسد الغاط إلى متنزه طبيعي.